# Satanovo sedlo
Satanovo sedlo je sedlo v nadmořské výšce 2300 metrů ve Vysokých Tatrách v bočním masivu Satan. Prolamuje rozsochu Baštový hřeben odbočující z hlavního tatranského hřebene mezi vrcholy Diablovina a Satan. Sedlo prochází skalním oknem vytvořeným spadlým žulovým pilířem přes úzkou rozsedlinu.

## Přístup
- Z Mengusovské doliny: Od Popradského plesa se jde po modré turistické značce směrem na Hincovo pleso. Mírně se stoupá lesem, potom trochu klesne k Hincovu potoku a nakonec odbočí doleva na severozápad do Satanovy dolinky podél Satanova potoka. Následuje strmý výstup roklí přímo do sedla. V zimě je tu sníh do strmosti 47 stupňů, v létě dosahuje horolezecká obtížnost stupně 1-2 UIAA.

První evidovaný sportovní výstup tudy vykonali turista Jan G. Pawlikowski a horský vůdce Maciej Sieczka okolo roku 1880 při svém prvovýstupu na Satan. Téměř jistě tudy ale prošli už dříve hledači krystalů a drahých kamenů, případně lovci kamzíků. Poprvé v zimě na Satanovo sedlo vystoupila dvojice Oskar E. Meyer a Meyerová 28. března 1913.
- Z Mlynické doliny: Ze Štrbského Plesa se jde do Mlynické doliny po žluté turistické značce. Z ní se odbočí strmě do úzkého žlabu a jím vyleze až na Satanovo sedlo. V zimě vede celý výstup po sněhu. V létě dosahuje horolezecká obtížnost 1 UIAA.

První tudy vylezl Ferencz Barzca 23. července 1913.

## Externí odkazy

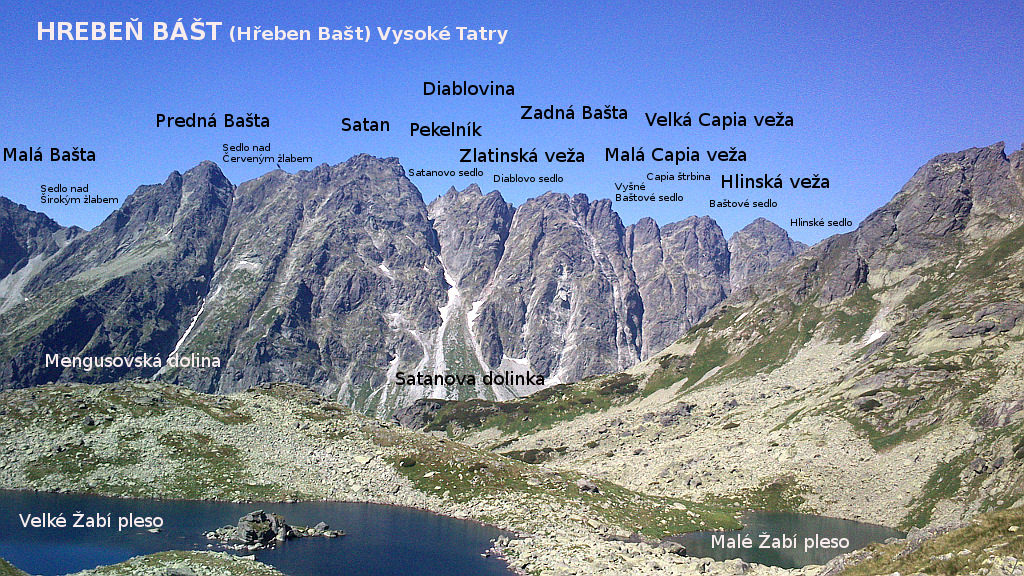
Hrebeň Bášt nad Mengusovskou dolinou.